# Ann-Christin Tauberman
Ann-Christin Tauberman, född 1948, är en svensk ämbetsman.
Tauberman verkade jämte Per Nuder som talskrivare åt Ingvar Carlsson. Därefter var hon departementsråd på Socialdepartementet och sedan chef för dess socialförsäkringsenhet. Hon blev Läkemedelsförmånsnämndens (senare Tandvårds- och läkemedelsförmånsverket) första generaldirektör i samband med bildandet 2002. I oktober 2008 fick hon förlängt mandat med tre år, men meddelades redan i februari 2009 om avsked. Socialminister Göran Hägglund motiverade avskedandet med att man ville säkra rätt ledningskompetens i samband med Apoteksreformen. Socialdemokraterna ansåg att avskedet skett eftersom Tauberman inte gått regeringen till mötes genom att höja försäljningsmarginalen på läkemedel inför avregleringen, och Ylva Johansson anmälde avskedandet till Konstitutionsutskottet. Regeringens agerande mötte även kritik från Läkemedelsindustriföreningen. Därefter verkade Tauberman som generaldirektör vid Regeringskansliet med ansvar för Behörighetsutredningen innan hon 2010 anställdes som Vd för Svensk Privattandvård AB.